# روزاليند مايلز
روزاليند مايلز (الإنجليزيّة: Rosalind Miles) اسمها عند الولادة روزاليند ماري سيمبسون (مواليد يناير/كانون الثاني 1943) كاتبة إنجليزيّة، كتبت 23 عملاً (أدبيّ وغير أدبيّ). متزوّجة من المؤرخ روبن كروس، ولديها طفلان.
ولدت في وركشير، أصغر ثلاث شقيقات. عانت روزاليند مايلز من شلل الأطفال، الذي أُصيبت به في سن الرابعة، وبسببه توجَّب عليها الخضوع لعلاج امتدّ لعدة أشهر. و من عمر العاشرة، ذهبت روزاليند إلى ثانويّة الملك إدوارد الرابع للفتيات، حيث تعلَّمت هناك شيئاً من الإغريقيّة واللاتينيّة، إلى جانب اطِّلاعها على بعض أعمال شكسبير ومن ثمّ تعلَّقت بها لما تبقى من حياتها. و في عمر السابعة عشر، قُبلت في كليّة القديسة هيلدا في جامعة أوكسفورد، حيث درست هناك الأدب الإنجليزيّ والأنجلوساكسونيّة و اللغة الإنجليزيّة الوسطى واللاتينيّة و الفرنسيّة. و هناك حصلت روزاليندا أيضاً على جائزة إليانور روك التذكاريّة وجائزة من كليتها (كليّة القديسة هيلدا) إضافةً إلى جائزة الدولة للطالب. حصلت فيما بعد على خمس درجات في جميع شهاداتها بما فيها شهادة الماجستير والدكتوراة من معهد شكسبير في جامعة برمنغهام، إضافةً إلى حصولها على «شهادة ماجستير بنجمة» من مركز أبحاث التواصل الجماهيريّ في جامعة ليستر.
و إلى جانب دراستها، عملت مايلز في العديد من الوظائف، حيث عملت كبائعة متجولة ومُدبِّرة أحصنة. كانت مايلز قد حصلت على وظيفتها الأولى في مصنع للبلاستيك بعمر الثالثة عشر. أصبحت مايلز فيما بعد مهتمّة بفقه القانون، وقد أدَّى هذا الاهتمام بها إلى أن تُعيَّن في سن السادسة والعشرين كقاضية في محاكم وركشير الجنائيّة والعائليّة، وأخيراً على مقعد في محكمة عليا في كوفنتري. خدمت مايلز كذلك لمدة عشر سنوات، ومن ثمّ ارتقت في سلم محكمة التاج. عملت مايلز أيضاً في عدّة وكالات حكوميّة، كما خدمت في لجان استشاريّة.
إضافةً إلى كون مايلز روائيَّةً، فقد كانت صجفيّة ومذيعة. بدأت حياتها المهنيّة في البث الإذاعيّ على محطة BBC، وهي حالياً مُعلِّقَة منتظمة، كما عملت أيضاً في الإذاعة الكنديّة، إلى جانب العديد من المحطات الإذاعيّة المحليّة. كما ظهرت مايلز في عدّة مرّات على شاشات التلفزيون كمؤرخة ومُعلِّقَة، ومن ضمن القنوات التي ظهرت عليها مايلز CNN و PBS و CBC. و كصحفيّة، ظهرت أعمالها على كبرى الصحف الناطقة باللغة الإنجليزيّة في جميع أنحاء العالم، بما فيها واشنطن بوست. ساهمت مايلز أيضاً بشكل رئيسيّ بالعديد من المجلّات، بما فيها Working Woman UK و Prospect و Cosmopolitan.

## أعمالها

### غير الروائيّة
- The Fiction of Sex: Themes and Functions of Sex Difference in the Modern Novel
- The Problem of Measure for Measure
- Ben Jonson: His Life and Work
- Ben Jonson: His Craft and Art
- The Female Form: Women Writers and the Conquest of the Novel
- Danger! Men At Work
- Modest Proposals
- Women and Power
- The Women's History of the World (US: Who Cooked the Last Supper)
- The Rites of Man: Love, Sex and Death in the Making of the Male (US: Love, Sex and Death and the Making of the Male) (1991)
- The Children We Deserve: Love and Hate in the Making of the Family

With Robin Cross:
- Hell Hath No Fury: True Stories of Women at War from Antiquity to Iraq
- Warrior Women: 3000 Years of Courage and Heroism

### الروائيّة
- Return to Eden
- Bitter Legacy
- Prodigal Sins
- Act of Passion
- I, Elizabeth: the Word of a Queen Reader's Guide
- The Guenevere trilogy: Reader's Guide
  - Guenevere, Queen of the Summer Country
  - The Knight of the Sacred Lake
  - The Child of the Holy Grail
- The Isolde trilogy:
  - The Queen of the Western Isle
  - The Maid of the White Hands
  - The Lady of the Sea

## روابط خارجية
- روزاليند ميلز على موقع IMDb (الإنجليزية)
- روزاليند ميلز على موقع كينوبويسك (الروسية)

## الروابط الخارجيّة
- موقع روزاليند مايلز على الإنترنت
- مقابلة مع روزاليند مايلز في برنامج Veronika Asks